# Когалим
Когалим (рус. Когалым) град је у Русији у Ханти-мансијскиом аутономном округу. Према попису становништва из 2010. у граду је живело 58.192 становника.

## Становништво
Према прелиминарним подацима са пописа, у граду је 2010. живело 58.192 становника, 2.825 (5,10%) више него 2002.
| 1989.  | 2002.  | 2010.  |
| ------ | ------ | ------ |
| 44.297 | 55.367 | 58.181 |